# Алви, Сэм
Сэ́муэл А́лви (англ. Samuel Alvey; род. 6 мая 1986, Уотерфорд) — американский боец смешанного стиля, представитель средней и полусредней весовых категорий. Выступает на профессиональном уровне начиная с 2008 года, известен по участию в турнирах таких бойцовских организаций как UFC, Bellator, KOTC, MFC и др.

## Биография
Сэм Алви родился 6 мая 1986 года в городе Уотерфорд, штат Висконсин. Во время учёбы в школе занимался футболом и борьбой, проявил себя как талантливый музыкант — играл на трубе в школьном инструментальном ансамбле. Поступив в колледж, продолжил музыкальную деятельность и одновременно с этим выступал в панкратионе, а затем принял решение перейти в смешанные единоборства, где провёл несколько любительских поединков.

### Начало профессиональной карьеры
Дебютировал в ММА на профессиональном уровне в июле 2008 года на турнире организации King of the Cage, своего первого соперника заставил сдаться с помощью болевого приёма «обратный узел локтя». Дрался в различных небольших промоушенах преимущественно на территории штата Висконсин, таких как Racine Fight Night, First Strike, Wisconsin Cage Fighting, Madtown Throwdown, Combat USA и др.
Первое в карьере поражение потерпел в мае 2009 года единогласным решением судей от Кейлиба Нельсона.
В июле 2010 года на одном из турниров KOTC встретился с Полом Брэдли, но их поединок пришлось остановить из-за начавшегося сильного дождя.

### Bellator
Имея в послужном списке четырнадцать побед и только два поражения, Алви привлёк к себе внимание крупной американской организации Bellator MMA и в мае 2011 года дебютировал здесь с победы раздельным судейским решением над представителем Франции Карлом Амуссу.
После победы над Амуссу он стал участником гран-при средневесов пятого сезона Bellator, где на стадии четвертьфиналов встретился с бразильцем Витором Вианной. Алви в итоге не смог пройти бразильца, уступив ему раздельным решением, и выбыл из гран-при, а вскоре и вовсе покинул организацию.

### The Ultimate Fighter
В 2012 году Алви спустился в полусреднюю весовую категорию и принял участие в 16 сезоне бойцовского реалити-шоу The Ultimate Fighter. Благополучно преодолел отборочный этап и под первым номером был выбран в команду тренера Шейна Карвина. Тем не менее, уже в предварительном бою по очкам потерпел поражение от Джоуи Риверы и вынужден был покинуть шоу.

### Maximum Fighting Championship
В период 2013—2014 годов Сэм Алви выступал в канадском промоушене Maximum Fighting Championship, где одержал три победы в четырёх боях, в том числе завоевал и защитил титул чемпиона MFC в среднем весе.

### Ultimate Fighting Championship
Находясь на серии из четырёх побед, в июне 2014 года подписал контракт с крупнейшей бойцовской организацией мира Ultimate Fighting Championship. Выступал в UFC с переменным успехом, в течение трёх лет провёл тринадцать боёв, из которых восемь выиграл и пять проиграл. Взял верх над такими известными бойцами как Дилан Эндрюс, Дэниел Келли, Нейт Марквардт, Рашад Эванс. Наравне с Дональдом Серроне является рекордсменом UFC по частоте проводимых поединков — за период в 12 месяцев он успел выступить в октагоне шесть раз.

## Личная жизнь
Женат на американской топ-модели Макки Салливан, победительнице 11 сезона шоу «Топ-модель по-американски». У супругов есть трое детей.

## Статистика в профессиональном ММА
| Боёв 54         | Побед 34 | Поражений 18 |
| --------------- | -------- | ------------ |
| Нокаутом        | 20       | 4            |
| Сдачей          | 3        | 3            |
| Решением        | 11       | 11           |
| Ничьи           | 1        | 1            |
| Не состоявшихся | 1        | 1            |

| Результат    | Рекорд      | Соперник                | Способ                                | Турнир                                                              | Дата             | Раунд | Время | Место                            | Примечание                                                             |
| ------------ | ----------- | ----------------------- | ------------------------------------- | ------------------------------------------------------------------- | ---------------- | ----- | ----- | -------------------------------- | ---------------------------------------------------------------------- |
| Победа       | 34–18–1 (1) | Кэмерон Грэм            | TKO (удары)                           | B2 Fighting Series 183                                              | 27 мая 2023      | 3     | 4:24  | Колумбус, Джорджия, США          | Бой в тяжёлом весе                                                     |
| Поражение    | 33–18–1 (1) | Михал Олексейчук        | TKO (удары)                           | UFC on ESPN: Santos vs. Hill                                        | 6 августа 2022   | 1     | 1:56  | Лас-Вегас, Невада, США           |                                                                        |
| Поражение    | 33–17–1 (1) | Брендан Аллен           | Сдача (удушение сзади)                | UFC Fight Night: Hermansson vs. Strickland                          | 5 февраля 2022   | 2     | 2:10  | Лас-Вегас, Невада, США           | Бой в полутяжёлом весе                                                 |
| Поражение    | 33–16–1 (1) | Веллингтон Турман       | Раздельное решение                    | UFC on ESPN: Barboza vs. Chikadze                                   | 28 августа 2021  | 3     | 5:00  | Лас-Вегас, США                   | В 3 раунде с Турмана сняли два раза по баллу за тычок пальцем в глаза. |
| Поражение    | 33–15–1 (1) | Джулиан Маркес          | Техническая сдача (удушение бульдога) | UFC on ABC: Vettori vs. Holland                                     | 10 апреля 2021   | 2     | 2:07  | Лас-Вегас, США                   | Вернулся в средний вес. Бой вечера.                                    |
| Ничья        | 33-14-1 (1) | Да Ун Джун              | Раздельное решение                    | UFC 254                                                             | 24 октября 2020  | 3     | 5:00  | Абу-Даби, ОАЭ                    |                                                                        |
| Поражение    | 33-14 (1)   | Райан Спэнн             | Раздельное решение                    | UFC 249                                                             | 9 мая 2020       | 3     | 5:00  | Джэксонвилл, США                 |                                                                        |
| Поражение    | 33-13 (1)   | Клидсон Абреу           | Единогласное решение                  | UFC on ESPN: dos Anjos vs. Edwards                                  | 20 июля 2019     | 3     | 5:00  | Сан-Антонио, США                 |                                                                        |
| Поражение    | 33-12 (1)   | Джимми Крут             | TKO (удары руками)                    | UFC 234                                                             | 10 февраля 2019  | 1     | 2:49  | Мельбурн, Австралия              |                                                                        |
| Поражение    | 33-11 (1)   | Антониу Рожериу Ногейра | KO (удары руками)                     | UFC Fight Night: Santos vs. Anders                                  | 22 сентября 2018 | 2     | 1:00  | Сан-Паулу, Бразилия              |                                                                        |
| Победа       | 33-10 (1)   | Джан Вилланте           | Раздельное решение                    | UFC Fight Night: Rivera vs. Moraes                                  | 1 июня 2018      | 3     | 5:00  | Ютика, США                       |                                                                        |
| Победа       | 32-10 (1)   | Марцин Прахнё           | KO (удар рукой)                       | UFC on Fox: Emmett vs. Stephens                                     | 24 февраля 2018  | 1     | 4:23  | Орландо, США                     | Бой в полутяжёлом весе.                                                |
| Поражение    | 31-10 (1)   | Рамазан Эмеев           | Единогласное решение                  | UFC Fight Night: Cerrone vs. Till                                   | 21 октября 2017  | 3     | 5:00  | Гданьск, Польша                  | Алви не сделал вес. Бой в промежуточном весе 85,7 кг.                  |
| Победа       | 31-9 (1)    | Рашад Эванс             | Раздельное решение                    | UFC Fight Night: Pettis vs. Moreno                                  | 5 августа 2017   | 3     | 5:00  | Мехико, Мексика                  |                                                                        |
| Поражение    | 30-9 (1)    | Талес Лейтес            | Единогласное решение                  | UFC Fight Night: Swanson vs. Lobov                                  | 22 апреля 2017   | 3     | 5:00  | Нашвилл, США                     |                                                                        |
| Победа       | 30-8 (1)    | Нейт Марквардт          | Единогласное решение                  | UFC on Fox: Shevchenko vs. Peña                                     | 28 января 2017   | 3     | 5:00  | Денвер, США                      |                                                                        |
| Победа       | 29-8 (1)    | Алекс Николсон          | Единогласное решение                  | The Ultimate Fighter Latin America 3 Finale: dos Anjos vs. Ferguson | 5 ноября 2016    | 3     | 5:00  | Мехико, Мексика                  |                                                                        |
| Победа       | 28-8 (1)    | Кевин Кейси             | TKO (удары руками)                    | UFC on Fox: Maia vs. Condit                                         | 27 августа 2016  | 2     | 4:56  | Ванкувер, Канада                 |                                                                        |
| Победа       | 27-8 (1)    | Эрик Спайсли            | Сдача (гильотина)                     | UFC Fight Night: McDonald vs. Lineker                               | 13 июля 2016     | 1     | 2:43  | Су-Фолс, США                     |                                                                        |
| Поражение    | 26-8 (1)    | Элиас Теодору           | Единогласное решение                  | UFC Fight Night: MacDonald vs. Thompson                             | 18 июня 2016     | 3     | 5:00  | Оттава, Канада                   |                                                                        |
| Поражение    | 26-7 (1)    | Дерек Брансон           | TKO (удары руками)                    | UFC Fight Night: Teixeira vs. Saint Preux                           | 8 августа 2015   | 1     | 2:19  | Нашвилл, США                     |                                                                        |
| Победа       | 26-6 (1)    | Дэниел Келли            | TKO (удары руками)                    | UFC Fight Night: Miocic vs. Hunt                                    | 10 мая 2015      | 1     | 0:49  | Аделаида, Австралия              |                                                                        |
| Победа       | 25-6 (1)    | Сезар Феррейра          | KO (удары руками)                     | UFC Fight Night: Bigfoot vs. Mir                                    | 22 февраля 2015  | 1     | 3:34  | Порту-Алегри, Бразилия           | Лучшее выступление вечера.                                             |
| Победа       | 24-6 (1)    | Дилан Эндрюс            | KO (удары руками)                     | UFC Fight Night: Rockhold vs. Bisping                               | 8 ноября 2014    | 1     | 2:16  | Сидней, Австралия                |                                                                        |
| Поражение    | 23-6 (1)    | Том Уотсон              | Единогласное решение                  | UFC Fight Night: Bader vs. St. Preux                                | 16 августа 2014  | 3     | 5:00  | Бангор, США                      |                                                                        |
| Победа       | 23-5 (1)    | Джеральд Мирсчерт       | Единогласное решение                  | NAFC: Mega Brawl                                                    | 31 мая 2014      | 3     | 5:00  | Милуоки, США                     |                                                                        |
| Победа       | 22-5 (1)    | Уэс Суоффорд            | KO (удар рукой)                       | MFC 40                                                              | 9 мая 2014       | 4     | 1:02  | Эдмонтон, Канада                 | Защитил титул чемпиона MFC в среднем весе.                             |
| Победа       | 21-5 (1)    | Джейсон Соут            | TKO (удары руками)                    | MFC 38                                                              | 4 октября 2013   | 5     | 4:56  | Эдмонтон, Канада                 | Выиграл вакантный титул чемпиона MFC в среднем весе.                   |
| Победа       | 20-5 (1)    | Джей Силва              | TKO (удары руками)                    | MFC 37                                                              | 10 мая 2013      | 3     | 1:05  | Эдмонтон, Канада                 | Силва не уложился в вес. Бой в промежуточном весе 84,6 кг.             |
| Поражение    | 19-5 (1)    | Элвис Мутапчич          | Единогласное решение                  | MFC 36                                                              | 15 февраля 2013  | 5     | 5:00  | Эдмонтон, Канада                 | Бой за титул чемпиона MFC в среднем весе.                              |
| Победа       | 19-4 (1)    | Лукас Лопес             | TKO (удары руками)                    | ShoFight 20                                                         | 16 июня 2012     | 1     | 1:39  | Спрингфилд, США                  |                                                                        |
| Победа       | 18-4 (1)    | Дэниел Алмейда          | TKO (травма колена)                   | Wreck MMA: Road to Glory                                            | 20 апреля 2012   | 1     | 1:41  | Гатино, Канада                   | Бой в промежуточном весе 86,2 кг.                                      |
| Поражение    | 17-4 (1)    | Брендон Ропати          | Решение большинства                   | ICNZ 16                                                             | 3 марта 2012     | 3     | 5:00  | Окленд, Новая Зеландия           |                                                                        |
| Победа       | 17-3 (1)    | Эдди Ларри              | TKO (удары руками)                    | Madtown Throwdown 26                                                | 7 января 2012    | 1     | 4:39  | Мадисон, США                     |                                                                        |
| Победа       | 16-3 (1)    | Аугусто Монтаньо        | Единогласное решение                  | Chihuahua Extremo                                                   | 5 ноября 2011    | 3     | 5:00  | Чиуауа, Мексика                  |                                                                        |
| Поражение    | 15-3 (1)    | Витор Вианна            | Раздельное решение                    | Bellator 50                                                         | 17 сентября 2011 | 3     | 5:00  | Холливуд, США                    | Четвертьфинал гран-при 5 сезона Bellator в среднем весе.               |
| Победа       | 15-2 (1)    | Карл Амуссу             | Раздельное решение                    | Bellator 45                                                         | 21 мая 2011      | 3     | 5:00  | Лейк-Чарльз, США                 |                                                                        |
| Победа       | 14-2 (1)    | Джейсон Гвида           | Раздельное решение                    | NAFC: Bad Blood                                                     | 24 ноября 2010   | 3     | 5:00  | Милуоки, США                     |                                                                        |
| Победа       | 13-2 (1)    | Люк Тейлор              | Единогласное решение                  | Caribbean Ultimate Fist Fighting 1                                  | 23 октября 2010  | 3     | 5:00  | Порт-оф-Спейн, Тринидад и Тобаго |                                                                        |
| Победа       | 12-2 (1)    | Уильям Хилл             | KO (удар рукой)                       | KOTC: High Profile                                                  | 9 октября 2010   | 2     | 2:22  | Лак-дю-Фламбо, США               |                                                                        |
| Поражение    | 11-2 (1)    | Джеральд Мирсчерт       | Сдача (гильотина)                     | Combat USA: Championship Tournament Finals                          | 11 сентября 2010 | 5     | 4:08  | Грин-Бей, США                    |                                                                        |
| Не состоялся | 11-1 (1)    | Пол Брэдли              | Не состоялся                          | KOTC: Chain Reaction                                                | 17 июля 2010     | 0     | 0:00  | Лак-дю-Фламбо, США               | Бой остановлен из-за дождя.                                            |
| Победа       | 11-1        | Пэт О’Молли             | KO (удары руками)                     | Combat USA 21                                                       | 22 февраля 2010  | 1     | 2:49  | Грин-Бей, США                    |                                                                        |
| Победа       | 10-1        | Брэд Ресоп              | Сдача (удушение сзади)                | Combat USA 17                                                       | 22 февраля 2010  | 1     | 3:40  | Грин-Бей, США                    |                                                                        |
| Победа       | 9-1         | Эрик Хаммерич           | TKO (удары руками)                    | Madtown Throwdown 22                                                | 9 января 2010    | 1     | 4:05  | Мадисон, США                     |                                                                        |
| Победа       | 8-1         | Демиан Декора           | Единогласное решение                  | Racine Fight Night 5                                                | 28 ноября 2009   | 5     | 5:00  | Расин, США                       |                                                                        |
| Победа       | 7-1         | Марк Хоннегер           | TKO (остановлен врачом)               | Madtown Throwdown 20                                                | 1 августа 2009   | 4     | 5:00  | Мадисон, США                     |                                                                        |
| Победа       | 6-1         | Рон Картер              | Единогласное решение                  | KOTC: Connection                                                    | 18 июля 2009     | 3     | 3:00  | Лак-дю-Фламбо, США               |                                                                        |
| Победа       | 5-1         | Тре Миттнехт            | TKO (удары руками)                    | Wisconsin Cage Fighting 1: Battle at the Bleachers                  | 20 июня 2009     | 1     | 4:41  | Уинд-Лейк, США                   |                                                                        |
| Поражение    | 4-1         | Кейлеб Нельсон          | Единогласное решение                  | First Strike                                                        | 2 мая 2009       | 3     | 3:00  | Манитовок, США                   |                                                                        |
| Победа       | 4-0         | Джейсон Синк            | TKO (удары руками)                    | KOTC: Insanity                                                      | 4 апреля 2009    | 1     | 1:10  | Лак-дю-Фламбо, США               |                                                                        |
| Победа       | 3-0         | Джастин Лемке           | TKO (удары руками)                    | Racine Fight Night 2                                                | 28 февраля 2009  | 2     | 2:31  | Расин, США                       |                                                                        |
| Победа       | 2-0         | Лукас Боуар             | TKO (удары руками)                    | Racine Fight Night 1                                                | 29 ноября 2008   | 1     | N/A   | Расин, США                       |                                                                        |
| Победа       | 1-0         | Шейн Малчиоди           | Сдача (кимура)                        | KOTC: Rock Solid                                                    | 19 июля 2008     | 2     | 1:19  | Лак-дю-Фламбо, США               |                                                                        |